# Colt Automatic Rifle
Le Colt Automatic Rifle appelé aussi Colt Light Machine Gun ou M16 HBAR est la version fusil-mitrailleur du M16 de l'Armée US.
Il en existe une version canadienne sous la forme du Diemaco LSW.